# Guy Taransaud
Guy Taransaud, né le 22 avril 1918 à Cognac (Charente) et mort le 12 novembre 2001 dans la même commune, est un homme politique français.

## Biographie
On sait assez peu de choses sur Guy Taransaud, si ce n'est son état civil,.
Il est désigné pour siéger au Sénat de la Communauté,,,.